# Dasypogonaceae
Classification APG IV (2016)
Famille
Taxons de rang inférieur
- Voir le texte

Les Dasypogonaceae (les Dasypogonacées) sont une famille de plantes à fleurs monocotylédones qui comprend moins de 20 espèces réparties en 4 à 8 genres. Ce sont des plantes herbacées ou « arborescentes », rhizomateuses, des zones arides d'Australie.

## Étymologie
Le nom vient du genre-type Dasypogon qui vient du grec δασυς / dasys, poilu, et πωγων / pogon, barbe, signifiant « barbe hirsute », en référence à l'aspect de la plante.

## Classification
En classification classique de Cronquist (1981), cette famille n'existe pas : ces plantes sont assignées aux Xanthorrhoeacées.
La classification phylogénétique APG III (2009) situe la divergence de cette famille au niveau des Commelinidées.
La classification phylogénétique APG IV (2016) rattache cette famille à l'ordre des Arecales.
Cette famille est rapprochée des Lomandracées par certains auteurs[Qui ?].

## Liste des genres
Selon World Checklist of Selected Plant Families (WCSP) (17 janvier 2017), Angiosperm Phylogeny Website (17 janvier 2017) et NCBI (17 janvier 2017) :
- genre Baxteria  R.Br. ex Hook. (1843)
- genre Calectasia  R.Br. (1810)
- genre Dasypogon  R.Br. (1810)
- genre Kingia  R.Br. (1826)

Selon DELTA Angio (17 janvier 2017) :
- genre Acanthocarpus
- genre Baxteria
- genre Chamaexeros
- genre Dasypogon
- genre Kingia
- genre Lomandra
- genre Romnalda
- genre Xerolirion

## Liste des espèces
Selon World Checklist of Selected Plant Families (WCSP) (17 janvier 2017) :
- genre Baxteria  R.Br. ex Hook. (1843)
  - Baxteria australis  R.Br. ex Hook. (1843)
- genre Calectasia  R.Br. (1810)
  - Calectasia browneana  Keighery & K.W.Dixon & R.L.Barrett (2001)
  - Calectasia cyanea  R.Br. (1810)
  - Calectasia gracilis  Keighery (2001)
  - Calectasia grandiflora  Preiss (1846)
  - Calectasia hispida  R.L.Barrett & K.W.Dixon (2001)
  - Calectasia intermedia  Sond. (1856)
  - Calectasia keigheryi  R.L.Barrett & K.W.Dixon (2001)
  - Calectasia narragara  R.L.Barrett & K.W.Dixon (2001)
  - Calectasia obtusa  R.L.Barrett & K.W.Dixon (2001)
  - Calectasia palustris  R.L.Barrett & K.W.Dixon (2001)
  - Calectasia pignattiana  K.W.Dixon & R.L.Barrett (2001)
- genre Dasypogon  R.Br. (1810)
  - Dasypogon bromeliifolius  R.Br. (1810)
  - Dasypogon hookeri  J.Drumm. (1843)
  - Dasypogon obliquifolius  Lehm. ex Nees (1846)
- genre Kingia  R.Br. (1826)
  - Kingia australis  R.Br. (1826)

Selon NCBI (17 janvier 2017) :
- genre Baxteria
  - Baxteria australis
- genre Calectasia
  - Calectasia cyanea
  - Calectasia intermedia
  - Calectasia narragara
- genre Dasypogon
  - Dasypogon bromeliifolius
  - Dasypogon hookeri
- genre Kingia
  - Kingia australis